# Vranovsko
Vranovsko je malá vesnice, část obce Veselá v okrese Semily. Nachází se asi jeden kilometr východně od Veselé.
Vranovsko leží v katastrálním území Veselá u Semil o výměře 4,59 km².

## Historie
První písemná zmínka o vesnici pochází z roku 1790.